# Skanderbeg – Ritter der Berge
Skanderbeg – Ritter der Berge ist ein albanisch-sowjetischer Historienfilm aus dem Jahr 1953. Die Koproduktion war der erste in Albanien produzierte Kinofilm – im Kinostudio „Shqipëria e Re“, das im Jahr zuvor gegründet worden war.

## Inhalt
Der Film handelt über das Leben von Skanderbeg. Um sich gegen die Osmanen zu verteidigen, vereinte er die albanischen Fürsten, indem er Donika Kastrioti heiratete und die Liga von Lezha organisierte. Aber dann wird er von seinem Neffen Hamza verraten, der sich auf die Seite der Türken stellt, und so beginnt Skanderbeg, einfache Leute, Hirten, Zimmerleute und Landstreicher zu rekrutieren und sie zum Kampf gegen die Osmanen zu vereinen.

## Produktion und Veröffentlichung
Regie führte Sergei Iossifowitsch Jutkewitsch. Das Drehbuch schrieb Michail Papawa. Die Musik komponierten Çesk Zadeja und Georgi Wassiljewitsch Swiridow. Die Kameraführung machte Jewgeni Nikolajewitsch Andrikanis. Für den Schnitt verantwortlich war Klawdija Alejewa.
In der DDR lief der Film am 26. November 1954 in den Kinos an. Am 28. Dezember 1954 lief er erstmals auf DFF 1 im Fernsehen der DDR.
2012, zum 100. Jahrestag der albanischen Unabhängigkeit, erschien eine Remastered-Fassung des Films. In Deutschland erschien erstmals der Extended Cut am 16. April 2021 auf DVD und Blu-ray.

## Rezeption
- Lexikon des internationalen Films: „Ein schauprächtiges historisches Gemälde, künstlerisch durch Übersteigerungen beeinträchtigt.“[5]